# Provincia Nororiental (Kenia)
La Provincia Nororiental de Kenia, cuya capital es Garissa, tiene una población de 1.410.342 de habitantes y está subdividida en 11 distritos:
| Distrito        | Capital              |
| --------------- | -------------------- |
| Fafi            | Bura                 |
| Garissa         | Municipio de Garissa |
| Ijara           | Masalani             |
| Lagdera         | Modogashe            |
| Mandera Central | Elwak                |
| Mandera Este    | Mandera              |
| Mandera Oeste   | Takaba               |
| Wajir Este      | Wajir                |
| Wajir Norte     | Bute                 |
| Wajir Sur       | Habaswein            |
| Wajir Oeste     | Griftu               |